# 马尔孔
马尔孔（義大利語：Marcon），是意大利威尼托大区威尼斯省的一个市镇。总面积25.58平方公里，人口15425人，人口密度603.0人/平方公里（2009年）。国家统计（ISTAT）代码为027020。